# ألف باء (كتاب)
ألف باء في أنواع الآداب وفنون المحاضرات واللغة كتاب ألفه أبو الحجاج يوسف بن محمد البلوي المالقي الأندلسي المعروف بابن الشيخ، (ولد سنة 529 هـ وتوفي سنة 604 هـ)، وطبع للمرة الأولى في المطبعة الوهبية بمصر سنة 1870.

## تعريف المؤلف
ينتمي البلوي إلى قبيلة بلي وهي قبيلة عربية أصيلة عرفت بالأندلس نبغ فيها جماعة من أهل العلم والفضل والنبل، وقد تمثل هذه الفضائل الثلاث في سلوكه الشخصي والاجتماعي وثقافته الواسعة وفكرة الخصب. ولد في مدينة مالقة سنة 529ه،وفيها نال حظه الوافر من الثقافتين الدينية والأدبية. اشتهر بخلقه النبيل وأريحيته وإنفاقه الواسع في باب البر والإحسان. جاهد بنفسه مع يعقوب المنصور في الغزوات التي خاض غمراتها في الأندلس لرد الصليبيين كما أنه جاهد بنفسه أيضا مع صلاح الدين الأيوبي في الغزوات التي خاض غمراتها في الشام دفاعا عن حوزة الإسلام والمسلمين.
اتجه البلوي إلى المشرق سنة 561هـ وهو في ريعان الشباب، لأداء فريضة الحج ولتحصيل العلم، ومر على مدينة بجاية وأخذ بها العلم عن شيخها أبي محمد عبد الحق الاشبيلي صاحب كتاب الأحكام، كما مر على الإسكندرية وأخذ بها العلم عن شيوخها أمثال أبو الطاهر السلفي.
توفي أبو الحجاج البلوي سنة 604 ه، وكتاب ألف باء هو الأثر الوحيد المعروف له حتى الآن.

## تعريف الكتاب
موسوعة أدبية وعلمية مكتوبة على شكل معجم لغوي بأسلوب قصصي، نشأت فكرتها كما يحكي المؤلف من قصتين: الأولى بطلها البلوي الصبي النهم للعلم الذي يجلس في حلقة الدرس صامتا يجمع العلم ويرى نفسه دون مستوى التأليف، أما القصة الثانية فبطلها البلوي الشيخ الذي يقاوم الفناء بالتأليف ونقل معرفته وخبراته للجيل الجديد.

## أهمية الكتاب
يعد كتاب ألف باء للبلوي من المؤلفات الموسوعية التي تشمل مواضيع الطبيعة والإنسان والنبات والحيوان والشعر والنحو والأدب، إضافة إلى علوم القرآن والحديث والفقه. أشار إليه كثير من المؤلفين القدماء، وحديثا تمت دراسته في ثلاث دراسات علمية، الأولى سنة 1992 للباحثة منى محمد طعمة بعنوان ألف باء: تأليف يوسف بن محمد البلوي- القسم الثاني دراسة وتحقيق، نشرت في الأردن من قبل الجامعة الأردنية. الدراسة الثانية أطروحة ماجستير للباحثة عبير سلامة بعنوان الحياة الأدبية في الأندلس من خلال كتاب ألف باء لأبي الحجاج يوسف بن محمد البلوي، نوقشت سنة 1994 ونشرت سنة 2000 في كتاب بعنوان البناء القصصي للمعرفة الأبوية في كتاب ألف باء للبلوي. أما الدراسة الثالثة فهي أطروحة دكتوراه للباحثة مها محمود ذكي صالح بعنوان كتاب ألف باء للبلوي تحقيق ودراسة، نوقشت سنة 2011.

## وصلات خارجية
- البلوي صاحب كتاب ألف باء